# NOVASONIC 2
《NOVASONIC 二(2)》는 대한민국의 록 밴드 노바소닉의 두 번째 정규앨범이다.

## 앨범구성 및 활동
1집과 같이 헤비메탈 음악에 랩을 하는 형태의 수록곡이 대부분이며, 원래 타이틀곡은 〈진달래꽃〉이었으나, 〈Slam〉의 반응이 더 좋아서 뮤직비디오를 제작하고 활동하게 된다. 〈The Fiction〉은 2000년에 발매된 국산 실시간 전략 시뮬레이션 게임 《아트록스》홍보에 사용되며 게임영상이 들어간 뮤직비디오가 만들어지기도 했다.

## 수록곡
- 전체 편곡: 김영석

| #             | 제목                                   | 작사          | 작곡           | 재생 시간 |
| ------------- | -------------------------------------- | ------------- | -------------- | --------- |
| 1.            | 〈진달래꽃〉 (랩부분 작사: 김진표)     |               | 김영석         | 5:22      |
| 2.            | 〈Jr.〉                                | 김진표        | 김진표         | 5:45      |
| 3.            | 〈퍽도 잘났겠지〉                      | 김진표        | 김영석         | 4:25      |
| 4.            | 〈eos〉                                | 김진표        | 김진표         | 5:41      |
| 5.            | 〈지똥별 사춘기왕자의 춤사위〉         | 김진표        | 김진표         | 3:46      |
| 6.            | 〈유혹〉                               | 김진표        | 김진표         | 4:01      |
| 7.            | 〈뛰어봐〉                             | 김진표        | 김영석         | 4:16      |
| 8.            | 〈The Fiction〉                        | 김진표        | 김세황, 김영석 | 6:12      |
| 9.            | 〈어느 새벽, 눈을 감을 때〉            | 김진표        | 김영석         | 5:21      |
| 10.           | 〈Slam〉 (Video Killed The Radio Star) | 김진표        | 김영석         | 4:24      |
| 총 재생 시간: | 총 재생 시간:                          | 총 재생 시간: | 총 재생 시간:  | 49:13     |

- 진달래꽃 - 가사에 김소월의 시 〈진달래꽃〉 삽입
- 지똥별 사춘기왕자의 춤사위 - 차이콥스키의 〈호두까기 인형〉 멜로디 삽입
- Slam (Video Killed The Radio Star) - 버글스의 〈Video Killed The Radio Star〉멜로디 삽입

## 참여
이 목록은 해당 앨범의 부클릿 〈staff〉목록에서 발췌하였다.
| 노바소닉 - 김진표 - 랩, 보컬 - 김세황 - 리드/리듬 기타, 보컬(백 보컬도 포함) - 김영석 - 베이스 기타, 프로그래밍(백 보컬도 포함) - 이수용 - 드럼 세션 - saju - 보컬(1, 10) - 유진영 - 보컬(10) - 신연아 - 보컬(5) - 김성면 - 보컬(9) - 조유진(체리필터) - 보컬(10) - 강혜정 - 소프라노(8) - 류주현 - 바이올린(7) - 천필재(Z-RAM) - 프로그래밍(10) | 스탭 - 김종민 - 테크니션 - 김상훈, 최은영, 박연정 - 녹음 - 이유억 - 믹싱 - Watanabe - 마스터링 - Terra 스튜디오(도시바 EMI) - 마스터링 스튜디오 - 이상록, 김봉준, 장형우, 임성호(Z-RAM) - 매니지먼트, 프로모션 - 이혜경 - 아트 디렉터, 디자인 - 김형선 - 사진 - 김민희 - 스타일리스트 - 양민혜 - 코디네이터, 메이크업 - (주)HME - 이그제큐티브 회사 |